# Linia kolejowa nr 858
Linia kolejowa nr 858 – niezelektryfikowana, jednotorowa linia kolejowa znaczenia miejscowego, łącząca linie 31 i 52 w obrębie stacji Hajnówka. Znajduje się przy niej peron 4.